# Benjamin Kirk Hardy
Pour les personnes ayant le même patronyme, voir Benjamin Hardy et Hardy.
Benjamin Kirk Hardy est un joueur australien de volley-ball né le 21 septembre 1974 à Sydney (Nouvelle-Galles du Sud). Il mesure 1,98 m et joue réceptionneur-attaquant.

## Clubs
| Club                  | Pays      | De        | À         |
| --------------------- | --------- | --------- | --------- |
| Dürener TV            | Allemagne | 1994-1995 | 1995-1996 |
| Felbach Stuttgart     | Allemagne | 1996-1997 | 1997-1998 |
| Pallavolo Reima Crema | Italie    | 1998-1999 | 1998-1999 |
| Trentino Volley       | Italie    | 1999-2000 | 1999-2000 |
| Sempre Padoue         | Italie    | 2000-2001 | 2000-2001 |
| Pallavolo Montichiari | Italie    | oct 2000  | nov 2000  |
| Pallavolo Loreto      | Italie    | nov 2000  | mai 2001  |
| Pallavolo Bolzano     | Italie    | 2003-2004 | 2003-2004 |
| Knack Roeselare       | Belgique  | 2004-2005 | 2007-2008 |
| Jastrzębski Węgiel    | Pologne   | 2008-2009 | 2010-2011 |

## Palmarès
- Championnat de Belgique (3)
  - Vainqueur : 2005, 2006, 2007
  - Finaliste : 2008
- Coupe de Belgique (2)
  - Vainqueur : 2005, 2006
- Supercoupe de Belgique (1)
  - Vainqueur : 2005